# Imprimatur Verlag Rudolf Kring
Der Imprimatur Verlag Rudolf Kring ist ein deutscher Buchverlag mit Sitz in Lahnstein, Rheinland-Pfalz. Der Verlag wurde im Jahre 2000 von Schriftsetzermeister Rudolf Kring gegründet. Der Schwerpunkt der Veröffentlichungen liegt im heimatkundlichen Bereich. Daneben werden aber auch Titel aus anderen Bereichen wie beispielsweise Kunst, Fotografie und Architektur verlegt. Auch erscheinen im Verlag jährlich thematische Kalender.

## Programm
Zum heimatkundlichen Bereich gehören „Alte und neue Ansichten von Lahnstein“, Mundartgedichte sowie das „Lahnsteiner Spätsommerlied“ von Karl Ramseger-Mühle. Besonders erwähnenswert sind die Schriften von Robert Bodewig, der als Archäologe und Streckenkommissar der Reichs-Limeskommission unter anderem im Rhein-Lahn-Kreis die archäologische Erforschung des Limes vorangetrieben hat. Von regionaler Bedeutung sind die Arbeiten zur Architektur der Festungsbauwerke in Koblenz.
Die Kalender sind auch meist dem heimatkundlichen Bereich zuordnen. Von überregionaler Bedeutung sind Limes- und Schiffskalender.
Ein Schwerpunkt des Verlagsprogrammes gilt dem Leben und Werk von Felix Mendelssohn Bartholdy. In Zusammenarbeit mit dem Verein der Koblenzer Mendelssohn-Tage wurden zwei Schriften über „Felix Mendelssohn Bartholdy und Berthold Goldschmidt“ sowie „Felix und seine Freunde“ herausgegeben.
Außerdem erschien ein Faksimile einer märchenhaften Geschichte von Sebastian Hensel, dem einzigen Kind von Felix Mendelssohn Bartholdys Schwester Fanny Hensel.